# جون هنري غادم
السير جون هنري غادم (بالإنجليزية: John Henry Gaddum)‏ ـ (31 مارس 1900 ـ 30 يونيو 1965) هو عالم أدوية إنجليزي، من أهم إنجازاته اكتشاف الببتيد العصبي المسمى «المادة بي» (بالإنجليزية: Substance P)‏ سنة 1931 بالاشتراك مع أولف فون أولر. كان من مؤسسي جمعية علم الأدوية البريطانية، وأول محرر للمجلة البريطانية لعلم الأدوية.

## نشأته وتعليمه
ولد غادم في هيل، التي تتبع مانشستر حاليًا (كانت آنذاك تتبع تشيشير)، وكان أبوه تاجر حرير يدعى هنري إدوين غادم، وأمه تدعى فيليس ماري بارات. تلقى تعليمه في مدرسة مورلاند هاوس في هيسوول بمقاطعة تشيشير ، وفي مدرسة رغبي، ثم في كلية الثالوث بجامعة كامبريدج.
في سنة 1922، حصل على درجة البكالوريوس في العلوم من جامعة كامبريدج في تخصص علم وظائف الأعضاء، ثم حصل على شهادة الطب من كلية لندن الجامعية سنة 1925، وكان أول عمل له هو وظيفة مساعد للبروفيسور تريفان في مختبرات ويلكام البحثية لعلم وظائف الأعضاء.

## حياته العملية
عمل غادم مساعدًا لهنري ديل في المعهد الوطني للأبحاث الطبية، حيث أسهم في وضع القوانين الكلاسيكية لمناهضة الأدوية، وقد اكتشف أن الجهاز العصبي الودي يفرز مادة الأدرينالين، وبرهن ـ بالاشتراك مع أولف فون أولر ـ على أن مادة الأستيل كولين تُفرز من العقد المستقلية.
انتقل غادم إلى مصر حيث عمل أستاذًا لعلم الأدوية بجامعة فؤاد الأول (جامعة القاهرة حاليًا) في الفترة من 1933 إلى 1935، ثم شغل كرسيًا أكاديميًا بكلية لندن الجامعية (1935 ـ 1938)، ثم في جامعة لندن (1938 ـ 1942)، ثم في جامعة إدنبرة (1942 ـ 1958)، ثم عمل مديرًا لمعهد علم وظائف أعضاء الحيوان (معهد بابراهام فيما بعد) (1958 ـ 1965).
أجرى غادم تجارب حول عقار ثنائي إيثيل أميد حمض الليسرجيك (LSD)، أوضح فيها أنه يؤدي إلى اضطرابات ذهنية ترجع إلى تثبيطه لهرمون السيروتونين، وهو أول من أشار إلى دور السيروتونين في الحالة المزاجية.

## مؤلفاته
في سنة 1948، نشر غادم كتابًا مرجعيًا في علم الأدوية عُرف باسم «فارماكولوجيا غادم» (بالإنجليزية: Gaddum's Pharmacology)‏، وظل مرجعًا مهمًا لعدة عقود.

## خدمته العسكرية
عُين غادم إبان الحرب العالمية الثانية مستشارًا لمكتب الحرب البريطاني في الاستخدامات الممكنة للتوكسينات والأسلحة البيولوجية في الحرب، وذلك في الفترة من 1940 إلى 1942 ومُنح في تلك الأثناء رتبة مقدم.

## التكريم
في سنة 1943، انتُخب غادم زميلًا للجمعية الملكية في إدنبرة، وذلك باقتراح من جيمس بيكرنغ كندال وجيمس كوبر براش وتوماس جونز ماكي وجيمس ريتشي، وقد صار نائبًا لرئيس الجمعية في الفترة من 1951 إلى 1954. وفي سنة 1945، انتُخب زميلًا للجمعية الملكية في لندن.
منحته جامعة إدنبرة درجة الدكتوراه الفخرية سنة 1964، وحصل على لقب سير سنة 1965.

## وفاته
توفي غادم في كامبريدج في 30 يونيو 1965.

## روابط خارجية
- جون هنري غادم على موقع إن إن دي بي (الإنجليزية)